# Juvenilizm-青春主義-
『Juvenilizm-青春主義-』（ジュブナイリズム せいしゅんしゅぎ）は、日本のダンスボーカルユニット・M!LKの通算3枚目となるアルバム。
2020年3月11日にSDRから発売された。

## 収録曲

### CD
1. Theme of Juvenilizm-青春主義- [1:15]
作曲・編曲：奈良悠樹
2. Winding Road [3:55]
作詞・作曲：園田健太郎、編曲：渡辺拓也
3. かすかに、君だった。 [3:31]
作詞・作曲・編曲：園田健太郎
9thシングル
4. Searchlight-僕らが僕らになる方法- [0:41] - 吉田仁人、山中柔太朗
作曲・編曲：奈良悠樹
5. 晴れのち曇り時々虹 [4:47] - 吉田仁人、山中柔太朗
作詞・作曲・編曲：園田健太郎
6. DEAR LIFE [3:54]
作詞：喜介、作曲・編曲：渡辺拓也
7. Ordinary-最高の退屈- [0:31] - 佐野勇斗、塩﨑太智、曽野舜太
作詞：ma-saya、作曲・編曲：徳田光希
8. We're Here!!! [4:08] - 佐野勇斗、塩﨑太智、曽野舜太
作詞：ma-saya、作曲・編曲：徳田光希
9. Don’t think Jump! [4:02]
作詞・作曲・編曲：浅利進吾
10. Lost and found-am 0:00- [0:33]
作曲・編曲：奈良悠樹
11. last moment [4:40]
作詞・作曲・編曲：丸山真由子
12. 嫌い [4:06]
作詞・作曲・編曲：松室政哉
13. ERA [4:12]
作詞・作曲・編曲：園田健太郎
10thシングル
14. 君がくれた宝物ならココにある
作詞：corin.・園田健太郎、作曲：corin.、編曲：corin.・津田ケイ

### Blu-ray
※Limited盤のみ
1. Juvenilizm-青春主義-Special Short Film-
2. 『Winding Road』MUSIC VIDEO